# Münsterland
Münsterland (în română ținutul/țara Münsterului) este o regiune istorică tradițională din nordul landului Renania de Nord - Westfalia și în același timp din regiunea mai cuprinzătoare Westfalia din Germania. Orașul cel mai mare din regiune este Münster. Regiuni vecine sunt de exemplu Teutoburger Wald în nord-est, Lippe în sud și Olanda la vest. În trecut Münsterland a fost o regiune istorică numită Principatul Münster (în germană: Hochstift Münster), condus de episcopii de Münster. Azi regiunea cuprinde districtele rurale (în germană Kreis) Borken, Coesfeld, Steinfurt și Warendorf, precum și orașul cu statut de district urban (oraș-district, în germană kreisfreie Stadt), Münster. Populația regiunii este în cea mai parte de religie catolică, se vorbește dialectul Niederdeutsch.